# André Schembri
André Schembri (Floriana, 27 de mayo de 1986) es un exfutbolista y entrenador maltés que jugaba de delantero. Su último equipo como jugador fue el Chennaiyin F. C. de la Superliga de India y desde julio de 2025 es entrenador asistente del Nea Salamina Famagusta.
Fue un componente de la selección de fútbol de Malta, con la que acumuló 94 internacionalidades, siendo uno de los jugadores que más veces ha vestido la camiseta de la selección maltesa.

## Selección nacional
Schembri fue internacional sub-21 con la selección de fútbol de Malta, antes de convertirse en internacional absoluto el 4 de junio de 2006, en un amistoso frente a la selección de fútbol de Japón, que terminó con derrota por 0-1.
Su primer gol con la selección lo hizo el 11 de octubre de 2006, en un partido de clasificación para la Eurocopa 2008 frente a la selección de fútbol de Hungría, donde anotó también un segundo gol, que supondría para Malta una victoria por 2-1, siendo la primera victoria de Malta en un partido competitivo en 13 años, su primera victoria en un partido de Clasificación para la Eurocopa en 24 años y su primera victoria en un partido competitivo en 31 años.
Posteriormente, el 8 de septiembre de 2007, marcaría su tercer y último gol con la selección, en un empate a 2 frente a la selección de fútbol de Turquía.
El 13 de noviembre de 2018 anunció su retirada de la selección, una vez finalizada la Liga de Naciones de la UEFA 2018-19. Su último partido fue contra la selección de fútbol de las Islas Feroe el 20 de noviembre de 2018.

## Clubes

### Como jugador
| Club                            | País     | Año       |
| ------------------------------- | -------- | --------- |
| Hibernians F. C.                | Malta    | 2002-2005 |
| Marsaxlokk F. C.                | Malta    | 2005-2009 |
| Eintracht Braunschweig (cedido) | Alemania | 2007-2008 |
| Carl Zeiss Jena (cedido)        | Alemania | 2008-2009 |
| Austria Kärnten                 | Austria  | 2009-2010 |
| Ferencváros T. C.               | Hungría  | 2010-2011 |
| Olympiakos Volou                | Grecia   | 2011      |
| Panionios                       | Grecia   | 2011-2012 |
| Omonia Nicosia                  | Chipre   | 2012-2014 |
| FSV Frankfurt                   | Alemania | 2014      |
| Omonia Nicosia                  | Chipre   | 2014-2016 |
| Boavista F. C.                  | Portugal | 2016-2017 |
| Apollon Limassol                | Chipre   | 2017-2019 |
| Chennaiyin F. C.                | India    | 2019-2020 |

### Como entrenador
| Club                | País   | Año  |
| ------------------- | ------ | ---- |
| Anagennisi Dherynia | Chipre | 2024 |

## Palmarés

### Títulos nacionales
| Título                  | Club             | País   | Año  |
| ----------------------- | ---------------- | ------ | ---- |
| Premier League de Malta | Marsaxlokk F. C. | Malta  | 2007 |
| Supercopa de Chipre     | Apollon Limassol | Chipre | 2017 |

### Distinciones individuales
| Distinción                  | Año  |
| --------------------------- | ---- |
| Deportista del año en Malta | 2010 |